# Indian Premier League 2025
Die Indian Premier League 2025 (offiziell: Tata IPL 2025) war die 18. Saison des im Twenty20-Format ausgetragenen Wettbewerbes für indische Cricket-Teams, der zwischen dem 22. März und 3. Juni 2025 ausgetragen wurde. Am 9. Mai 2025 wurde die Saison unterbrochen, nachdem es zu einer militärischen Eskalation im Kaschmir-Konflikt kam und etwa eine Woche später fortgesetzt. Im Finale setzten sich die Royal Challengers Bengaluru mit 6 Runs gegen die Punjab Kings durch.

## Teilnehmer
Die zehn teilnehmenden Franchises aus Indien sind:
- Chennai Super Kings
- Delhi Capitals
- Gujarat Titans
- Punjab Kings
- Kolkata Knight Riders
- Lucknow Super Giants
- Mumbai Indians
- Rajasthan Royals
- Royal Challengers Bengaluru
- Sunrisers Hyderabad

## Format
Die Mannschaften werden in zwei Gruppen aufgeteilt, in denen sie gegen jede Mannschaft jeweils zwei Mal spielen. Des Weiteren werden zwei Spiele gegen eine Mannschaft der anderen Gruppe mit dem gleichen Setzplatz absolviert sowie jeweils ein Spiel gegen jede andere Mannschaft der anderen Gruppe. So absolviert jedes Team 14 Spiele, von denen sieben als Heim- und sieben als Auswärtsspiele angesehen werden. Die Mannschaften beider Gruppen werden in einer Tabelle geführt. Für einen Sieg gibt es zwei Punkte, für ein No Result ein Punkt. Die vier ersten Teams der Gruppenphase bestreiten das Playoff.

## Ergebnisse

### Tabelle
Die Tabelle der Vorrunde gestaltet sich wie folgt (Endstand):
| Teams                  | Sp. | S | N  | NR | P  | NRR    |
| ---------------------- | --- | - | -- | -- | -- | ------ |
| Punjab Kings           | 14  | 9 | 4  | 1  | 19 | +0.372 |
| Royal Chall. Bengaluru | 14  | 9 | 4  | 1  | 19 | +0.301 |
| Gujarat Titans         | 14  | 9 | 5  | 0  | 18 | +0.254 |
| Mumbai Indians         | 14  | 8 | 6  | 0  | 16 | +1.142 |
| Delhi Capitals         | 14  | 7 | 6  | 1  | 15 | +0.011 |
| Sunrisers Hyderabad    | 14  | 6 | 7  | 1  | 13 | –0.241 |
| Lucknow Super Giants   | 14  | 6 | 8  | 0  | 12 | –0.376 |
| Kolkata Knight Riders  | 14  | 5 | 7  | 2  | 12 | –0.305 |
| Rajasthan Royals       | 14  | 4 | 10 | 0  | 8  | –0.549 |
| Chennai Super Kings    | 14  | 4 | 10 | 0  | 8  | –0.647 |

| Qualifiziert fürs Halbfinale |
| ---------------------------- |

### Vorrunde
| 22. März Scorecard | Kolkata | Kolkata Knight Riders 174-8 (20)             | – | Royal Chall. Bengaluru 177-3 (16.2) |
|                    |         | Royal Chall. Bengaluru gewinnt mit 7 Wickets |   |                                     |

Royal Challengers Bengaluru gewann den Münzwurf und entschied sich als Feldmannschaft zu beginnen. Als Spieler des Spiels wurde Krunal Pandya ausgezeichnet.
| 23. März Scorecard | Hyderabad | Sunrisers Hyderabad 286-6 (20)          | – | Rajasthan Royals 242-6 (20) |
|                    |           | Sunrisers Hyderabad gewinnt mit 44 Runs |   |                             |

Rajasthan Royals gewann den Münzwurf und entschied sich als Feldmannschaft zu beginnen. Als Spieler des Spiels wurde Ishan Kishan ausgezeichnet.
| 23. März Scorecard | Chennai | Mumbai Indians 155-9 (20)                 | – | Chennai Super Kings 158-6 (19.1) |
|                    |         | Chennai Super Kings gewinnt mit 4 Wickets |   |                                  |

Chennai Super Kings gewann den Münzwurf und entschied sich als Feldmannschaft zu beginnen. Als Spieler des Spiels wurde Noor Ahmad ausgezeichnet.
| 24. März Scorecard | Vishakhapatnam | Lucknow Super Giants 209-8 (20)     | – | Delhi Capitals 211-9 (19.3) |
|                    |                | Delhi Capitals gewinnt mit 1 Wicket |   |                             |

Delhi Capitals gewann den Münzwurf und entschied sich als Feldmannschaft zu beginnen. Als Spieler des Spiels wurde Ashutosh Sharma ausgezeichnet.
| 25. März Scorecard | Ahmedabad | Punjab Kings 243-5 (20)          | – | Gujarat Titans 232-5 (20) |
|                    |           | Punjab Kings gewinnt mit 11 Runs |   |                           |

Gujarat Titans gewann den Münzwurf und entschied sich als Feldmannschaft zu beginnen. Als Spieler des Spiels wurde Shreyas Iyer ausgezeichnet.
| 26. März Scorecard | Guwahati | Rajasthan Royals 151-9 (20)                 | – | Kolkata Knight Riders 153-2 (17.3) |
|                    |          | Kolkata Knight Riders gewinnt mit 8 Wickets |   |                                    |

Kolkata Knight Riders gewann den Münzwurf und entschied sich als Feldmannschaft zu beginnen. Als Spieler des Spiels wurde Quinton de Kock ausgezeichnet.
| 27. März Scorecard | Hyderabad | Sunrisers Hyderabad 190-9 (20)             | – | Lucknow Super Giants 193-5 (16.1) |
|                    |           | Lucknow Super Giants gewinnt mit 5 Wickets |   |                                   |

Lucknow Super Giants gewann den Münzwurf und entschied sich als Feldmannschaft zu beginnen. Als Spieler des Spiels wurde Quinton de Kock ausgezeichnet.
| 28. März Scorecard | Chennai | Royal Chall. Bengaluru 196-7 (20)          | – | Chennai Super Kings 146-8 (20) |
|                    |         | Royal Chall. Bengaluru gewinnt mit 50 Runs |   |                                |

Chennai Super Kings gewann den Münzwurf und entschied sich als Feldmannschaft zu beginnen. Als Spieler des Spiels wurde Rajat Patir ausgezeichnet.
| 29. März Scorecard | Ahmedabad | Gujarat Titans 196-8 (20)          | – | Mumbai Indians 160-6 (20) |
|                    |           | Gujarat Titans gewinnt mit 36 Runs |   |                           |

Mumbai Indians gewann den Münzwurf und entschied sich als Feldmannschaft zu beginnen. Als Spieler des Spiels wurde Prasidh Krishna ausgezeichnet.
| 30. März Scorecard | Vishakhapatnam | Sunrisers Hyderabad 163 (18.4)       | – | Delhi Capitals 166-3 (16) |
|                    |                | Delhi Capitals gewinnt mit 7 Wickets |   |                           |

Sunrisers Hyderabad gewann den Münzwurf und entschied sich als Schlagmannschaft zu beginnen. Als Spieler des Spiels wurde Mitchell Starc ausgezeichnet.
| 30. März Scorecard | Guwahati | Rajasthan Royals 182-9 (20)         | – | Chennai Super Kings 176-6 (20) |
|                    |          | Rajasthan Royals gewinnt mit 6 Runs |   |                                |

Chennai Super Kings gewann den Münzwurf und entschied sich als Feldmannschaft zu beginnen. Als Spieler des Spiels wurde Nittish Rana ausgezeichnet.
| 31. März Scorecard | Mumbai | Kolkata Knight Riders 116 (16.2)     | – | Mumbai Indians 121-2 (12.5) |
|                    |        | Mumbai Indians gewinnt mit 8 Wickets |   |                             |

Mumbai Indians gewann den Münzwurf und entschied sich als Feldmannschaft zu beginnen. Als Spieler des Spiels wurde Ashwani Kumar ausgezeichnet.
| 1. April Scorecard | Lucknow | Lucknow Super Giants 171-7 (20)    | – | Punjab Kings 177-2 (16.2) |
|                    |         | Punjab Kings gewinnt mit 8 Wickets |   |                           |

Punjab Kings gewann den Münzwurf und entschied sich als Feldmannschaft zu beginnen. Als Spieler des Spiels wurde Prabhsimran Singh ausgezeichnet.
| 2. April Scorecard | Bengaluru | Royal Chall. Bengaluru 169-8 (20)    | – | Gujarat Titans 170-2 (17.5) |
|                    |           | Gujarat Titans gewinnt mit 8 Wickets |   |                             |

Gujarat Titans gewann den Münzwurf und entschied sich als Feldmannschaft zu beginnen. Als Spieler des Spiels wurde Mohammed Siraj ausgezeichnet.
| 3. April Scorecard | Kolkata | Kolkata Knight Riders 200-6 (20) | – | Sunrisers Hyderabad 120 (16.4) |
|                    |         | Kolkata Knight Riders            |   |                                |

Sunrisers Hyderabad gewann den Münzwurf und entschied sich als Feldmannschaft zu beginnen. Als Spieler des Spiels wurde Vaibhav Arora ausgezeichnet.
| 4. April Scorecard | Lucknow | Lucknow Super Giants 203-8 (20)          | – | Mumbai Indians 191-5 (20) |
|                    |         | Lucknow Super Giants gewinnt mit 12 Runs |   |                           |

Mumbai Indians gewann den Münzwurf und entschied sich als Feldmannschaft zu beginnen. Als Spieler des Spiels wurde Digvesh Rathi ausgezeichnet.
| 5. April Scorecard | Chennai | Delhi Capitals 183-6 (20)          | – | Chennai Super Kings 158-5 (20) |
|                    |         | Delhi Capitals gewinnt mit 25 Runs |   |                                |

Delhi Capitals gewann den Münzwurf und entschied sich als Schlagmannschaft zu beginnen. Als Spieler des Spiels wurde KL Rahul ausgezeichnet.
| 5. April Scorecard | Mullanpur | Rajasthan Royals 205-4 (20)          | – | Punjab Kings 155-9 (20) |
|                    |           | Rajasthan Royals gewinnt mit 50 Runs |   |                         |

Punjab Kings gewann den Münzwurf und entschied sich als Feldmannschaft zu beginnen. Als Spieler des Spiels wurde Jofra Archer ausgezeichnet.
| 6. April Scorecard | Hyderabad | Sunrisers Hyderabad 152-8 (20)       | – | Gujarat Titans 153-3 (16.4) |
|                    |           | Gujarat Titans gewinnt mit 7 Wickets |   |                             |

Gujarat Titans gewann den Münzwurf und entschied sich als Feldmannschaft zu beginnen. Als Spieler des Spiels wurde Mohammed Siraj ausgezeichnet.
| 7. April Scorecard | Mumbai | Royal Chall. Bengaluru 221-5 (20)                  | – | Mumbai Indians 209-9 (20) |
|                    |        | Royal Challengers Bengaluru gewinnt mit 12 Wickets |   |                           |

Mumbai Indians gewann den Münzwurf und entschied sich als Feldmannschaft zu beginnen. Als Spieler des Spiels wurde Rajat Patidar ausgezeichnet.
| 8. April Scorecard | Kolkata | Lucknow Super Giants 238-3 (20)         | – | Kolkata Knight Riders 234-7 (20) |
|                    |         | Lucknow Super Giants gewinnt mit 4 Runs |   |                                  |

Kolkata Knight Riders gewann den Münzwurf und entschied sich als Feldmannschaft zu beginnen. Als Spieler des Spiels wurde Nicholas Pooran ausgezeichnet.
| 8. April Scorecard | Mullanpur | Punjab Kings 219-6 (20)          | – | Chennai Super Kings 201-5 (20) |
|                    |           | Punjab Kings gewinnt mit 18 Runs |   |                                |

Punjab Kings gewann den Münzwurf und entschied sich als Schlagmannschaft zu beginnen. Als Spieler des Spiels wurde Priyansh Arya ausgezeichnet.
| 9. April Scorecard | Ahmedabad | Gujarat Titans 217-6 (20)          | – | Rajasthan Royals 159 (19.2) |
|                    |           | Gujarat Titans gewinnt mit 58 Runs |   |                             |

Rajasthan Royals gewann den Münzwurf und entschied sich als Feldmannschaft zu beginnen. Als Spieler des Spiels wurde Sai Sudharsan ausgezeichnet.
| 10. April Scorecard | Bengaluru | Royal Chall. Bengaluru 163-7 (20)    | – | Delhi Capitals 169-4 (17.5) |
|                     |           | Delhi Capitals gewinnt mit 6 Wickets |   |                             |

Delhi Capitals gewann den Münzwurf und entschied sich als Feldmannschaft zu beginnen. Als Spieler des Spiels wurde KL Rahul ausgezeichnet.
| 11. April Scorecard | Chennai | Chennai Super Kings 103-9 (20)              | – | Kolkata Knight Riders 107-2 (10.1) |
|                     |         | Kolkata Knight Riders gewinnt mit 8 Wickets |   |                                    |

Kolkata Knight Riders gewann den Münzwurf und entschied sich als Feldmannschaft zu beginnen. Als Spieler des Spiels wurde Sunil Narine ausgezeichnet.
| 12. April Scorecard | Lucknow | Gujarat Titans 180-6 (20)                  | – | Lucknow Super Giants 186-4 (19.3) |
|                     |         | Lucknow Super Giants gewinnt mit 6 Wickets |   |                                   |

Lucknow Super Giants gewann den Münzwurf und entschied sich als Feldmannschaft zu beginnen. Als Spieler des Spiels wurde Aiden Markram ausgezeichnet.
| 12. April Scorecard | Hyderabad | Punjab Kings 245-6 (20)                   | – | Sunrisers Hyderabad 247-2 (18.3) |
|                     |           | Sunrisers Hyderabad gewinnt mit 8 Wickets |   |                                  |

Punjab Kings gewann den Münzwurf und entschied sich als Schlagmannschaft zu beginnen. Als Spieler des Spiels wurde Abhishek Sharma ausgezeichnet.
| 13. April Scorecard | Jaipur | Rajasthan Royals 173-4 (20)                       | – | Royal Chall. Bengaluru 175-1 (17.3) |
|                     |        | Royal Challengers Bengaluru gewinnt mit 9 Wickets |   |                                     |

Royal Challengers Bengaluru gewann den Münzwurf und entschied sich als Feldmannschaft zu beginnen. Als Spieler des Spiels wurde Phil Salt ausgezeichnet.
| 13. April Scorecard | Delhi | Mumbai Indians 205-5 (20)          | – | Delhi Capitals 193 (19) |
|                     |       | Mumbai Indians gewinnt mit 12 Runs |   |                         |

Delhi Capitals gewann den Münzwurf und entschied sich als Feldmannschaft zu beginnen. Als Spieler des Spiels wurde Karn Sharma ausgezeichnet.
| 14. April Scorecard | Lucknow | Lucknow Super Giants 166-7 (20)           | – | Chennai Super Kings 168-5 (19.3) |
|                     |         | Chennai Super Kings gewinnt mit 5 Wickets |   |                                  |

Chennai Super Kings gewann den Münzwurf und entschied sich als Feldmannschaft zu beginnen. Als Spieler des Spiels wurde Karn Sharma ausgezeichnet.
| 15. April Scorecard | Mullanpur | Punjab Kings 111 (15.3)          | – | Kolkata Knight Riders 95 (15.1) |
|                     |           | Punjab Kings gewinnt mit 16 Runs |   |                                 |

Punjab Kings gewann den Münzwurf und entschied sich als Schlagmannschaft zu beginnen. Als Spieler des Spiels wurde Yuzvendra Chahal ausgezeichnet.
| 16. April Scorecard | Delhi | Delhi Capitals 188-5 (20) / 13/0 (0.4)               | – | Rajasthan Royals 188-4 (20) / 11/2 (0.5) |
|                     |       | Unentschieden (Delhi Capitals gewinnt im Super Over) |   |                                          |

Rajasthan Royals gewann den Münzwurf und entschied sich als Feldmannschaft zu beginnen. Als Spieler des Spiels wurde Mitchell Starc ausgezeichnet.
| 17. April Scorecard | Mumbai | Sunrisers Hyderabad 162-5 (20)       | – | Mumbai Indians 166-6 (18.1) |
|                     |        | Mumbai Indians gewinnt mit 4 Wickets |   |                             |

Mumbai Indians gewann den Münzwurf und entschied sich als Feldmannschaft zu beginnen. Als Spieler des Spiels wurde Will Jacks ausgezeichnet.
| 18. April Scorecard | Bengaluru | Royal Chall. Bengaluru 95-9 (14/14) | – | Punjab Kings 98-5 (12.1/14) |
|                     |           | Punjab Kings gewinnt mit 5 Wickets  |   |                             |

Punjab Kings gewann den Münzwurf und entschied sich als Feldmannschaft zu beginnen. Als Spieler des Spiels wurde Tim David ausgezeichnet.
| 19. April Scorecard | Ahmedabad | Delhi Capitals 203-8 (20)            | – | Gujarat Titans 204-3 (19.2) |
|                     |           | Gujarat Titans gewinnt mit 7 Wickets |   |                             |

Gujarat Titans gewann den Münzwurf und entschied sich als Feldmannschaft zu beginnen. Als Spieler des Spiels wurde Jos Buttler ausgezeichnet.
| 19. April Scorecard | Jaipur | Lucknow Super Giants 180-5 (20)         | – | Rajasthan Royals 178-5 (20) |
|                     |        | Lucknow Super Giants gewinnt mit 2 Runs |   |                             |

Lucknow Super Giants gewann den Münzwurf und entschied sich als Schlagmannschaft zu beginnen. Als Spieler des Spiels wurde Avesh Khan ausgezeichnet.
| 20. April Scorecard | Mullanpur | Punjab Kings 157-6 (20)                           | – | Royal Chall. Bengaluru 159-3 (18.5) |
|                     |           | Royal Challengers Bangalore gewinnt mit 7 Wickets |   |                                     |

Royal Challengers Bangalore gewann den Münzwurf und entschied sich als Feldmannschaft zu beginnen. Als Spieler des Spiels wurde Virat Kohli ausgezeichnet.
| 20. April Scorecard | Mumbai | Chennai Super Kings 176-5 (20)       | – | Mumbai Indians 177-1 (15.4) |
|                     |        | Mumbai Indians gewinnt mit 9 Wickets |   |                             |

Mumbai Indians gewann den Münzwurf und entschied sich als Feldmannschaft zu beginnen. Als Spieler des Spiels wurde Rohit Sharma ausgezeichnet.
| 21. April Scorecard | Kolkata | Gujarat Titans 198-3 (20)          | – | Kolkata Knight Riders 159-8 (20) |
|                     |         | Gujarat Titans gewinnt mit 39 Runs |   |                                  |

Kolkata Knight Riders gewann den Münzwurf und entschied sich als Feldmannschaft zu beginnen. Als Spieler des Spiels wurde Shubman Gill ausgezeichnet.
| 22. April Scorecard | Lucknow | Lucknow Super Giants 159-6 (20)      | – | Delhi Capitals 161-2 (17.5) |
|                     |         | Delhi Capitals gewinnt mit 8 Wickets |   |                             |

Delhi Capitals gewann den Münzwurf und entschied sich als Feldmannschaft zu beginnen. Als Spieler des Spiels wurde Mukesh Kumar ausgezeichnet.
| 23. April Scorecard | Hyderabad | Sunrisers Hyderabad 143-8 (20)       | – | Mumbai Indians 146-3 (15.4) |
|                     |           | Mumbai Indians gewinnt mit 7 Wickets |   |                             |

Mumbai Indians gewann den Münzwurf und entschied sich als Feldmannschaft zu beginnen. Als Spieler des Spiels wurde Trent Boult ausgezeichnet.
| 24. April Scorecard | Bengaluru | Royal Chall. Bengaluru 205-5 (20)               | – | Rajasthan Royals 194-9 (20) |
|                     |           | Royal Challengers Bengaluru gewinnt mit 11 Runs |   |                             |

Rajasthan Royals gewann den Münzwurf und entschied sich als Feldmannschaft zu beginnen. Als Spieler des Spiels wurde Josh Hazlewood ausgezeichnet.
| 25. April Scorecard | Chennai | Chennai Super Kings 154 (19.5)            | – | Sunrisers Hyderabad 155-5 (18.4) |
|                     |         | Sunrisers Hyderabad gewinnt mit 5 Wickets |   |                                  |

Sunrisers Hyderabad gewann den Münzwurf und entschied sich als Feldmannschaft zu beginnen. Als Spieler des Spiels wurde Harshal Patel ausgezeichnet.
| 26. April Scorecard | Kolkata | Punjab Kings 201-4 (20) | – | Kolkata Knight Riders 7-0 (1) |
|                     |         | No Result               |   |                               |

Punjab Kings gewann den Münzwurf und entschied sich als Schlagmannschaft zu beginnen. Spiel musste auf Grund von Regenfällen abgebrochen werden.
| 27. April Scorecard | Mumbai | Mumbai Indians 215-7 (20)          | – | Lucknow Super Giants 161 (20) |
|                     |        | Mumbai Indians gewinnt mit 54 Runs |   |                               |

Lucknow Super Giants gewann den Münzwurf und entschied sich als Feldmannschaft zu beginnen. Als Spieler des Spiels wurde Will Jacks ausgezeichnet.
| 27. April Scorecard | Delhi | Delhi Capitals 162-8 (20)                         | – | Royal Chall. Bengaluru 165-4 (18.3) |
|                     |       | Royal Challengers Bengaluru gewinnt mit 6 Wickets |   |                                     |

Royal Challengers Bengaluru gewann den Münzwurf und entschied sich als Feldmannschaft zu beginnen. Als Spieler des Spiels wurde Krunal Pandya ausgezeichnet.
| 28. April Scorecard | Jaipur | Gujarat Titans 209-4 (20)              | – | Rajasthan Royals 212-2 (15.5) |
|                     |        | Rajasthan Royals gewinnt mit 8 Wickets |   |                               |

Rajasthan Royals gewann den Münzwurf und entschied sich als Feldmannschaft zu beginnen. Als Spieler des Spiels wurde Vaibhav Suryavanshi ausgezeichnet.
| 29. April Scorecard | Delhi | Kolkata Knight Riders 204-9 (20)          | – | Delhi Capitals 190-9 (20) |
|                     |       | Kolkata Knight Riders gewinnt mit 14 Runs |   |                           |

Delhi Capitals gewann den Münzwurf und entschied sich als Feldmannschaft zu beginnen. Als Spieler des Spiels wurde Sunil Narine ausgezeichnet.
| 30. April Scorecard | Chennai | Chennai Super Kings 190 (19.2)     | – | Punjab Kings 194-6 (19.4) |
|                     |         | Punjab Kings gewinnt mit 4 Wickets |   |                           |

Punjab Kings gewann den Münzwurf und entschied sich als Feldmannschaft zu beginnen. Als Spieler des Spiels wurde Shreyas Iyer ausgezeichnet.
| 1. Mai Scorecard | Jaipur | Mumbai Indians 217-2 (20)           | – | Rajasthan Royals 117 (16.1) |
|                  |        | Mumbai Indians gewinnt mit 100 Runs |   |                             |

Rajasthan Royals gewann den Münzwurf und entschied sich als Feldmannschaft zu beginnen. Als Spieler des Spiels wurde Ryan Rickelton ausgezeichnet.
| 2. Mai Scorecard | Ahmedabad | Gujarat Titans 224-6 (20)          | – | Sunrisers Hyderabad 186-6 (20) |
|                  |           | Gujarat Titans gewinnt mit 38 Runs |   |                                |

Sunrisers Hyderabad gewann den Münzwurf und entschied sich als Feldmannschaft zu beginnen. Als Spieler des Spiels wurde Prasidh Krishna ausgezeichnet.
| 3. Mai Scorecard | Bengaluru | Royal Chall. Bengaluru 213-5 (20)              | – | Chennai Super Kings 211-5 (20) |
|                  |           | Royal Challengers Bengaluru gewinnt mit 2 Runs |   |                                |

Chennai Super Kings gewann den Münzwurf und entschied sich als Feldmannschaft zu beginnen. Als Spieler des Spiels wurde Romario Shepherd ausgezeichnet.
| 4. Mai Scorecard | Kolkata | Kolkata Knight Riders 206-4 (20)        | – | Rajasthan Royals 205-8 (20) |
|                  |         | Kolkata Knight Riders gewinnt mit 1 Run |   |                             |

Kolkata Knight Riders gewann den Münzwurf und entschied sich als Schlagmannschaft zu beginnen. Als Spieler des Spiels wurde Andre Russell ausgezeichnet.
| 4. Mai Scorecard | Dharamsala | Punjab Kings 236-5 (20)          | – | Lucknow Super Giants 199-7 (20) |
|                  |            | Punjab Kings gewinnt mit 37 Runs |   |                                 |

Lucknow Super Giants gewann den Münzwurf und entschied sich als Feldmannschaft zu beginnen. Als Spieler des Spiels wurde Prabhsimran Singh ausgezeichnet.
| 5. Mai Scorecard | Hyderabad | Delhi Capitals 133-7 (20) | – | Sunrisers Hyderabad |
|                  |           | No Result                 |   |                     |

Sunrisers Hyderabad gewann den Münzwurf und entschied sich als Feldmannschaft zu beginnen. Spiel musste auf Grund von Regenfällen abgebrochen werden.
| 6. Mai Scorecard | Mumbai | Mumbai Indians 155-8 (20)                         | – | Gujarat Titans 147-7 (19/19) |
|                  |        | Gujarat Titans gewinnt mit 3 Wickets (D/L method) |   |                              |

Gujarat Titans gewann den Münzwurf und entschied sich als Feldmannschaft zu beginnen. Spiel musste auf Grund von Regenfällen abgebrochen werden. Als Spieler des Spiels wurde Shubman Gill ausgezeichnet.
| 7. Mai Scorecard | Kolkata | Kolkata Knight Riders 179-6 (20)          | – | Chennai Super Kings 183-8 (19.4) |
|                  |         | Chennai Super Kings gewinnt mit 2 Wickets |   |                                  |

Kolkata Knight Riders gewann den Münzwurf und entschied sich als Schlagmannschaft zu beginnen. Als Spieler des Spiels wurde Noor Ahmad ausgezeichnet.
| 8. Mai Scorecard | Dharamsala | Punjab Kings 122-1 (10.1) | – | Delhi Capitals |
|                  |            | Spiel abgebrochen         |   |                |

Punjab Kings gewann den Münzwurf und entschied sich als Schlagmannschaft zu beginnen. Spiel wurde nach einem Stromausfall abgebrochen und am 24. Mai neu angesetzt.
Am 9. Mai 2025 wurde die Saison suspendiert. Am 17. Mai wurde die Saison fortgesetzt und die Spiele neu terminiert.
| 17. Mai Scorecard | Bengaluru | Royal Chall. Bengaluru | – | Kolkata Knight Riders |
|                   |           | Spiel abgesagt         |   |                       |

Spiel wurde auf Grund von Regenfällen abgesagt.
| 18. Mai Scorecard | Jaipur | Punjab Kings 219-5 (20)          | – | Rajasthan Royals 209-7 (20) |
|                   |        | Punjab Kings gewinnt mit 10 Runs |   |                             |

Punjab Kings gewann den Münzwurf und entschied sich als Schlagmannschaft zu beginnen. Als Spieler des Spiels wurde Harpreet Brar ausgezeichnet.
| 18. Mai Scorecard | Delhi | Delhi Capitals 199-3 (20)             | – | Gujarat Titans 205-0 (19) |
|                   |       | Gujarat Titans gewinnt mit 10 Wickets |   |                           |

Gujarat Titans gewann den Münzwurf und entschied sich als Feldmannschaft zu beginnen. Als Spieler des Spiels wurde Sai Sudharsan ausgezeichnet.
| 19. Mai Scorecard | Lucknow | Lucknow Super Giants 205-7 (20)           | – | Sunrisers Hyderabad 206-4 (18.2) |
|                   |         | Sunrisers Hyderabad gewinnt mit 6 Wickets |   |                                  |

Sunrisers Hyderabad gewann den Münzwurf und entschied sich als Feldmannschaft zu beginnen. Als Spieler des Spiels wurde Abhishek Sharma ausgezeichnet.
| 20. Mai Scorecard | Chennai | Chennai Super Kings 187-8 (20)         | – | Rajasthan Royals 188-4 (17.1) |
|                   |         | Rajasthan Royals gewinnt mit 6 Wickets |   |                               |

Rajasthan Royals gewann den Münzwurf und entschied sich als Feldmannschaft zu beginnen. Als Spieler des Spiels wurde Akash Madhwal ausgezeichnet.
| 21. Mai Scorecard | Mumbai | Mumbai Indians 180-5 (20)          | – | Delhi Capitals 121 (18.2) |
|                   |        | Mumbai Indians gewinnt mit 59 Runs |   |                           |

Delhi Capitals gewann den Münzwurf und entschied sich als Feldmannschaft zu beginnen. Als Spieler des Spiels wurde Suryakumar Yadav ausgezeichnet.
| 22. Mai Scorecard | Ahmedabad | Lucknow Super Giants 235-2 (20)          | – | Gujarat Titans 202-9 (20) |
|                   |           | Lucknow Super Giants gewinnt mit 33 Runs |   |                           |

Delhi Capitals gewann den Münzwurf und entschied sich als Feldmannschaft zu beginnen. Als Spieler des Spiels wurde Mitchell Marsh ausgezeichnet.
| 23. Mai Scorecard | Bengaluru | Sunrisers Hyderabad 231-6 (20)          | – | Royal Chall. Bengaluru 189 (19.5) |
|                   |           | Sunrisers Hyderabad gewinnt mit 42 Runs |   |                                   |

Royal Challengers Bengaluru gewann den Münzwurf und entschied sich als Feldmannschaft zu beginnen. Als Spieler des Spiels wurde Ishan Kishan ausgezeichnet.
| 24. Mai Scorecard | Jaipur | Punjab Kings 206-8 (20)              | – | Delhi Capitals 208-4 (19.3) |
|                   |        | Delhi Capitals gewinnt mit 6 Wickets |   |                             |

Delhi Capitals gewann den Münzwurf und entschied sich als Feldmannschaft zu beginnen. Als Spieler des Spiels wurde Sameer Rizvi ausgezeichnet.
| 25. Mai Scorecard | Ahmedabad | Chennai Super Kings 230-5 (20)          | – | Gujarat Titans 147 (18.3) |
|                   |           | Chennai Super Kings gewinnt mit 83 Runs |   |                           |

Chennai Super Kings gewann den Münzwurf und entschied sich als Schlagmannschaft zu beginnen. Als Spieler des Spiels wurde Dewald Brevis ausgezeichnet.
| 25. Mai Scorecard | Delhi | Sunrisers Hyderabad 278-3 (20)           | – | Kolkata Knight Riders 168 (18.4) |
|                   |       | Sunrisers Hyderabad gewinnt mit 110 Runs |   |                                  |

Sunrisers Hyderabad gewann den Münzwurf und entschied sich als Schlagmannschaft zu beginnen. Als Spieler des Spiels wurde Heinrich Klaasen ausgezeichnet.
| 26. Mai Scorecard | Jaipur | Mumbai Indians 184-7 (20)          | – | Punjab Kings 187-3 (18.3) |
|                   |        | Punjab Kings gewinnt mit 7 Wickets |   |                           |

Punjab Kings gewann den Münzwurf und entschied sich als Feldmannschaft zu beginnen. Als Spieler des Spiels wurde Josh Inglis ausgezeichnet.
| 27. Mai Scorecard | Lucknow | Lucknow Super Giants 227-3 (20)                   | – | Royal Chall. Bengaluru 230-4 (18.4) |
|                   |         | Royal Challengers Bengaluru gewinnt mit 6 Wickets |   |                                     |

Royal Challengers Bengaluru gewann den Münzwurf und entschied sich als Feldmannschaft zu beginnen. Als Spieler des Spiels wurde Jitesh Sharma ausgezeichnet.

### Playoffs

#### Spiel A
| 29. Mai Scorecard | Mullanpur | Punjab Kings 101 (14.1)                           | – | Royal Chall. Bengaluru 106-2 (10) |
|                   |           | Royal Challengers Bengaluru gewinnt mit 8 Wickets |   |                                   |

Royal Challengers Bengaluru gewann den Münzwurf und entschied sich als Feldmannschaft zu beginnen. Als Spieler des Spiels wurde Suyash Sharma ausgezeichnet.

#### Spiel B
| 30. Mai Scorecard | Mullanpur | Mumbai Indians 228-5 (20)          | – | Gujarat Titans 208-6 (20) |
|                   |           | Mumbai Indians gewinnt mit 20 Runs |   |                           |

Mumbai Indians gewann den Münzwurf und entschied sich als Schlagmannschaft zu beginnen. Als Spieler des Spiels wurde Rohit Sharma ausgezeichnet.

#### Spiel C
| 1. Juni Scorecard | Ahmedabad | Mumbai Indians 203-6 (20)          | – | Punjab Kings 207-5 (19) |
|                   |           | Punjab Kings gewinnt mit 5 Wickets |   |                         |

Punjab Kings gewann den Münzwurf und entschied sich als Feldmannschaft zu beginnen. Als Spieler des Spiels wurde Shreyas Iyer ausgezeichnet.

#### Finale
| 3. Juni Scorecard | Ahmedabad | Royal Chall. Bengaluru 190-9 (20)              | – | Punjab Kings 184-7 (20) |
|                   |           | Royal Challengers Bengaluru gewinnt mit 6 Runs |   |                         |

Punjab Kings gewann den Münzwurf und entschied sich als Feldmannschaft zu beginnen. Als Spieler des Spiels wurde Krunal Pandya ausgezeichnet.